# Miguel Delàs
Pour les articles homonymes, voir Delas.
Miguel Delàs de Andres né le 13 avril 1984 à Barcelone, est un joueur espagnol de hockey sur gazon. Il évolue au poste de défenseur ou milieu de terrain au FC Barcelone et avec l'équipe nationale espagnole.
Il a participé aux Jeux olympiques d'été de 2012, 2016 et 2020.

## Carrière

### Coupe du monde
- Top 8 : 2010, 2014
- Premier tour : 2018

### Championnat d'Europe
- : 2019
- Top 8 : 2013, 2015, 2021

### Jeux olympiques
- Top 8 : 2012, 2016, 2020